# أحمد نبيل غيلان
أحمد نبيل أحمد علي ناصر غيلان (مواليد 25 أغسطس 1995 في البحرين) هو لاعب كرة قدم بحريني يجيد اللعب في مركز قلب الدفاع. يلعب حاليا لصالح المنامة الذي ينافس في الدوري البحريني الممتاز منذ 2013.

## المسيرة الرياضية

### الأندية
في 1 يوليو 2013 تم تصعيد نبيل إلى الفريق الأول بنادي المنامة. في موسمه الأول 2013-2014 وفي بطولة الدوري الممتاز ساهم في احتلال فريقه المركز الثاني الوصيف بفارق نقطة واحدة عن البطل الرفاع. وفي بطولة كأس ملك البحرين ساهم في وصول فريقه إلى الدور الربع النهائي عندما خسر من الشباب 2-3.
في موسمه الثاني 2014-2015 وفي بطولة الدوري الممتاز ساهم في احتلال فريقه المركز الثالث بفارق 7 نقاط عن البطل المحرق. وفي بطولة كأس ملك البحرين ساهم في وصول فريقه إلى الدور الربع النهائي عندما خسر من المحرق 1-3. وفي بطولة كأس الخليج للأندية فشل فريقه في التأهل إلى الدور الربع النهائي بعدما احتل المركز الثالث الأخير في المجموعة الثالثة بفارق 3 نقاط عن صاحب المركز الثاني كاظمة الكويتي.
في موسمه الثالث 2015-2016 وفي بطولة الدوري الممتاز ساهم في احتلال فريقه المركز السابع بفارق نقطة واحدة عن منطقة الهبوط. وفي بطولة كأس ملك البحرين ساهم في وصول فريقه إلى الدور الربع النهائي عندما خسر من المحرق 2-6. وفي بطولة كأس الاتحاد البحريني فشل فريقه في التأهل إلى الدور النصف النهائي بعدما احتل المركز الثالث في المجموعة الثانية بفارق 3 نقاط عن صاحب المركز الثاني الرفاع الشرقي.
في 1 يوليو 2016 انتقل نبيل من المنامة إلى مدينة عيسى البحريني (الدرجة الثانية) إعارة لمدة موسمين. في موسمه الأول 2016-2017 وفي بطولة دوري الدرجة الثانية ساهم في احتلال فريقه المركز الخامس بفارق 15 نقطة عن صاحب المركز الثاني الاتحاد. وفي بطولة كأس ملك البحرين خرج من مباراته الأولى عندما خسر في الدور التمهيدي من سترة 1-3. وفي بطولة كأس الاتحاد البحريني فشل فريقه في التأهل إلى الدور النصف النهائي بعدما احتل المركز الثامن في المجموعة الثانية بفارق 9 نقاط عن صاحب المركز الثاني البديع.
في موسمه الثاني والأخير 2017-2018 وفي بطولة دوري الدرجة الثانية ساهم في احتلال فريقه المركز الرابع بفارق 12 نقطة عن صاحب المركز الثاني الحالة. وفي بطولة كأس ملك البحرين ساهم في وصول فريقه إلى الدور 16 عندما خسر من الرفاع 0-4 في مجموع المباراتين. في 30 يونيو 2018 انتهت الإعارة وعاد نبيل إلى المنامة.
في موسمه الرابع 2018-2019 وفي بطولة الدوري الممتاز ساهم في احتلال فريقه المركز الثاني الوصيف بفارق 6 نقاط عن البطل الرفاع. وفي بطولة كأس ملك البحرين ساهم في وصول فريقه إلى الدور الربع النهائي عندما خسر من المحرق بأفضل الأهداف خارج الأرض بعد التعادل 2-2 في مجموع المباراتين. وفي بطولة كأس النخبة البحريني ساهم في وصول فريقه إلى الدور النصف النهائي عندما خسر من الحد 0-2. وفي بطولة كأس الاتحاد البحريني فشل فريقه في التأهل إلى الدور النصف النهائي بعدما احتل المركز الثاني في المجموعة الثالثة بفارق الأهداف عن المتصدر البحرين.
في موسمه الخامس 2019-2020 وفي بطولة الدوري الممتاز ساهم في احتلال فريقه المركز السادس بفارق 4 نقاط عن منطقة الهبوط. وفي بطولة كأس ملك البحرين ساهم في وصول فريقه إلى الدور النصف النهائي عندما خسر من المحرق 1-3 في مجموع المباراتين. وفي بطولة كأس السوبر البحريني خسر فريقه من الرفاع بركلات الترجيح. وفي بطولة كأس الاتحاد البحريني فشل فريقه في التأهل إلى الدور النصف النهائي بعدما احتل المركز الثاني في المجموعة الثانية بفارق 5 نقاط عن المتصدر الرفاع الشرقي.
في موسمه السادس 2020-2021 وفي بطولة الدوري الممتاز ساهم في احتلال فريقه المركز الثالث بفارق 14 نقطة عن البطل الرفاع. وفي بطولة كأس ملك البحرين ساهم في وصول فريقه إلى الدور الربع النهائي عندما خسر من الحد 0-3. وفي بطولة كأس الاتحاد البحريني فشل فريقه في التأهل إلى الدور النصف النهائي بعدما احتل المركز الثاني في المجموعة الثانية بفارق نقطة واحدة عن المتصدر المحرق.
في موسمه السابع 2021-2022 وفي بطولة الدوري الممتاز ساهم في احتلال فريقه المركز الثاني الوصيف بفارق 3 نقاط عن البطل الرفاع. وفي بطولة كأس ملك البحرين ساهم في وصول فريقه إلى الدور الربع النهائي عندما خسر من الرفاع الشرقي بركلات الترجيح. وفي بطولة كأس الاتحاد البحريني فشل فريقه في التأهل إلى الدور النصف النهائي.
في موسمه الثاني عشر 2022-2023 وفي بطولة الدوري الممتاز ساهم في احتلال فريقه المركز الثاني الوصيف بفارق نقطة واحدة عن البطل الخالدية. وفي بطولة كأس ملك البحرين ساهم في وصول فريقه إلى الدور النصف النهائي حينها خسر من الحالة 1-2. وفي بطولة كأس الاتحاد البحريني فشل فريقه في التأهل إلى الدور النصف النهائي بعدما احتل المركز الثاني في المجموعة الثانية بفارق نقطة واحدة عن المتصدر الأهلي. وفي بطولة كأس العرب للأندية الأبطال خرج فريقه من المرحلة الأولى عندما خسر في الدور التمهيدي الأول من الهلال السوداني 2-4 في مجموع المباراتين.

### المنتخبات
في أغسطس 2019 قرر المدرب البرتغالي الجديد للبحرين هيليو سوزا استدعاء نبيل للانضمام إلى تشكيلة البحرين المشاركة في بطولة اتحاد غرب آسيا لكرة القدم 2019 في العراق. في 7 أغسطس 2019 وضمن سياسة التدوير التي اتبعها سوزا شارك نبيل في أول مباراة دولية له مع البحرين وكانت المباراة الثانية في دور المجموعات أمام السعودية التي انتهت بالتعادل السلبي بدون أهداف ليحتل في نهاية دور المجموعات البحرين صدارة المجموعة الثانية وبالتالي تأهل إلى المباراة النهائية حيث واجه العراق المستضيف وشارك نبيل في هذه المباراة وساهم في فوز البحرين بهدف عيسى موسى ليحقق نبيل أولى بطولاته مع المنتخبات.
بعد 3 أشهر جدد سوزا استدعاء نبيل للانضمام إلى تشكيلة البحرين المشارك في بطولة كأس الخليج العربي 24 في قطر وضمن سياسة التدوير التي واصل سوزا اعتمادها شارك نبيل في المباراة الأولى في دور المجموعات أمام عمان التي انتهت بالتعادل السلبي بدون أهداف ثم غاب عن المباراة الثانية أمام السعودية ثم شارك أساسيا في المباراة الثالثة أمام الكويت والتي انتهت بفوز البحرين 4-2 ليحتل البحرين وصافة المجموعة الثانية وليتأهل إلى الدور النصف النهائي لمواجهة العراق حيث غاب نبيل عن المباراة التي فاز بها البحرين بركلات الترجيح ليتأهل البحرين إلى المباراة النهائية حيث واجه السعودية للمباراة الثالثة خلال 4 أشهر وشارك نبيل أساسيا وساهم في فوز البحرين بهدف محمد سعد الرميحي ليحقق نبيل ثاني بطولاته مع المنتخبات.
كرر سوزا استدعاء نبيل للانضمام إلى البحرين للمشاركة في تصفيات كأس العالم 2022 – آسيا الجولة الثانية حيث لعب مباراة واحدة أساسيا أمام إيران التي انتهت بخسارة البحرين 0-3 ليفشل البحرين في التأهل إلى الدور الثالث باحتلاله المركز الثالث في المجموعة الثانية بفارق 3 نقاط عن إيران والفشل في التأهل إلى نهائيات بطولة كأس آسيا مباشرة ولينتقل إلى تصفيات كأس آسيا 2023 – الدور الثالث حيث أوقعته القرعة في المجموعة الخامسة مع بنغلاديش وماليزيا وتركمانستان.

## روابط خارجية
- أحمد نبيل غيلان على موقع قاعدة بيانات كرة القدم.إي يو (الإنجليزية)